# Золочёные лбы
«Золочёные лбы» — советский мультипликационный фильм в технике перекладок, снятый режиссёром Николаем Серебряковым на студии «Союзмультфильм» в 1971 году по сценарию Александра Хмелика по мотивам сказки Бориса Шергина.

## Сюжет
В некотором государстве жил-был царь со своей семьёй. И был у него сосед — мужичок по имени Капитон, чья изба прямо напротив дворца стояла. Вместе они и охотились, и кутили — словом, закадычными друзьями были. А семейство царское только и делало, что фотоальбомы разглядывало: престарелая мать свою молодость вспоминает, а царица Аграфена с дочкой — о любви мечтают.
И вот как-то раз пришёл мужик в гости к царю — в карты поиграть. Царица тем временем собралась на рынок, однако в кошельке не оказывается ни копейки. Аграфена тут же принялась бранить мужа: «Что это за жизнь за такая? Денег в дому нет, а Его Величие целый день в карты дуется!». Царь мужику на ухо предлагает на рыбалку сбежать. Уплыли царь с Капитоном в ладье в море, стали рыбачить. Мужик сети закинул, царь — удочку. Клюнуло у царя, да так, что вместе с удочкой в воду утянуло. Вытащил мужик сетями здоровенную рыбину, а та уже царя заглотила. Напрягся Капитон, да и вытащил государя из рыбьей пасти.
Вернулся царь домой, принёс улов на плечах. Царица с царевной к телефонам кинулись, стали гостей на банкет звать. Принарядилась хозяйка, гостей за столом встречает, цыгане кругом на инструментах играют. Царь во главе стола сидит, банкет открывает, на коленях у него фрейлина сидит. Большой стол еды гости вмиг съели. Напилась царица вина — и давай под гармонь отплясывать. Вдруг в зал ворвался Капитон и тоже начал плясать, а увидев друга, тут же кинулся его обнимать и целовать. Посрамлённый царь велел выгнать соседа, а тот в ответ устроил драку. Полиция их разняла, на мужика протокол составили и посадили его в темницу.
Сидит Капитон за решёткой, на царя обиду затаил: «Погоди, Ваше Величие, навернёшься ты на меня. Посмотрим тогда, который которого наиграет!». Думал-думал, как отомстить государю, и придумал. Пошёл он в царскую кладовую с чёрного хода, и там ему отсыпали целую корзину сахара. Царь с царицей тем временем завтракали, и Аграфена возмутилась тем, что чай несладкий. Мужик мимо царского дворца идёт — сахар в открытую несёт. Царевна это увидела, распробовала, отцу доложила. Царь спрашивает, откуда сахар. Капитон отвечает, что, дескать, за крутым мысом купцы стоят, сколько хочешь, столько всем отсыпают. Царь тут же в лодку с гребцами сел, а жене с дочерью наказал полы помыть, дабы не скучали.
Убедившись, что государя нету дома, Капитон переоделся в модную одежду, чтобы не узнали, и взял с собой ведро смолы и кисть. Идёт и кричит: «Кто желает себе лбы золотить?» Услыхали это бабы царские и затащили мужика к себе. Начал «мастер» хвастаться, что королеву европейскую целиком золотом покрывал, президентам разным плешь золотил, о чём «диплом» имеет. Женщины спрашивают, можно ли на это самое золото посмотреть. Мужик говорит, что нельзя, и закрывает всем троим глаза, после чего мажет им головы смолой и оставляет «сохнуть», попутно велев передать привет государю.
Царь за мысом злится, грозится гребцов повесить, потому как ни купцов нет, ни сахару. Народ тем временем вокруг дворца собрался, на царскую семью любуется. Фотографы снимают, художники портреты рисуют, лошади на дыбы встают. Извозчики к адъютанту бегут: дескать, в окнах рожи черномазые сидят, кони от страха на людей кидаются, надо царя звать. Прилетел адъютант к государю на дирижабле и доложил ему ситуацию.
Влетел царь во дворец, оттащил семейство от окон да как начал ругаться. Те закричали: мол, зачем нам красоту испортил? Принёс тогда царь зеркало. Увидали глупые бабы, что с ними «мастер» сотворил, ахнули, требуют поймать негодяя. Догадался царь, что то сосед был. А Капитон из толпы высовывается: «Будешь знать, как с мужиком ссориться!». Ночью царь свои вещи собрал да за границу укатил.

## Съёмочная группа
| Автор сценария и текстов песен | Александр Хмелик                                                                       |
| Режиссёр                       | Николай Серебряков                                                                     |
| Художник-постановщик           | Алина Спешнева                                                                         |
| Художники-декораторы           | А. Данилов, Ирина Светлица, С. Соколов                                                 |
| Художники-мультипликаторы      | Анатолий Абаренов, Яна Вольская, Александр Давыдов, Галина Золотовская, Аида Зябликова |
| Оператор                       | Александр Жуковский                                                                    |
| Редактор                       | Наталья Абрамова                                                                       |
| Композитор                     | Эдуард Артемьев                                                                        |
| Звукооператор                  | Борис Фильчиков                                                                        |
| Монтажёр                       | Надежда Трещёва                                                                        |
| Директор картины               | Натан Битман                                                                           |
| Текст читает                   | Олег Табаков                                                                           |

## Технические данные
| Возрастная категория    | 0+                                                          |
| Тип                     | перекладки                                                  |
| Цветность               | цветной                                                     |
| Продолжительность       | 17 минут 18 секунд или 16 минут                             |
| Количество серий        | 1                                                           |
| Киностудия              | «Союзмультфильм» (творческое объединение кукольных фильмов) |
| Дата производства       | 1971 год                                                    |
| Страна производства     | СССР                                                        |
| Прокатное удостоверение | 214010015 от 18.05.2015                                     |

## Описание, отзывы и критика
По мнению Сергея Асенина, фильм «Золочёные лбы» был создан только благодаря необыкновенным проявлениям интереса и любви режиссёра Николая Серебрякова к современным философским и романтическим сказкам, его умению придумать способы и найти цвета для отображения их идей и сюжетов в кукольном экранном действии.
По мнению Натальи Кривули, фильм «Золочёные лбы» является обращением к наследию русской этнографии. Освоение этого культурного наследия произведено в пародийном ключе с полной имитацией народного прикладного искусства русской лубочной картинки и балаганного театра. Использованы принципы цитирования и воспроизведения подражаемых образцов. Так знаковая система образов скопирована из национального фольклора. Цветовая палитра фильма целиком скопирована с образцов народного искусства соответствующего исторического периода. При этом праздничные цвета фильма выбраны с учётом их символико-архетипических значений. Декоративное направление цветового решения фильма выбрано в стилистике примитива. Такое направление обусловлено условностью игрового начала фильма, необходимостью создания заведомо искусственного мира иллюзий. Изобразительные элементы органично соединены с орнаментальными стилизациями, но в кадрах отсутствует перспектива. Такое объединение достигается благодаря единому цвету фона каждого законченного эпизода. В рисунке фильма наличествуют незавершённости, трансформационность, мерцания линий и штрихов, разрывы контуров, но при этом ему присуща живописность. Игровые моменты также включаются и во внешнюю структуру фильма, двуплановость возникает при совмещении воображаемого и реального пространств и одновременном пребывании персонажа в обоих пространствах. Переходы персонажей из одного пространства в другое выступают организующим началом фильма, определяют развитие сюжета. Экранная ткань фильма формируется используемой семиотической языковой системой, предопределяющей коллажный стиль фильма для совмещения пространств-реальностей. Структура художественного образа смоделирована по иронически-игровому принципу, что предопределило сжимаемость психологического времени фильма, то есть ускоренный ход событий, происходящих в воображаемом пространстве. При всей внешней условности персонажей, образы которых заимствованы из народного искусства лубка, лаконичны и понятны, как знак, их характеры и движения глубоко проработаны и детализированы на основе субъективных авторских метафор. Движения персонажей редуцированно условны, декоративны, складываются из постоянного образа-маски и сменяющихся условных знаковых положений персонажей. Введённые в экранную ткань без преобразований и купюр срезы русской народной культуры подтверждают принадлежность фильма к национально-фольклорному направлению мультипликации.
Авторы «Новой российской энциклопедии» приводят фильм Серебрякова «Золочёные лбы» в качестве примера творческих поисков отечественных художников-мультипликаторов 1970-х годов в направлении традиционных фольклорных жанров.
По сведениям киноведа Георгия Бородина, архивные документы подтверждают то обстоятельство, что уже после успешного утверждения картины в Госкино СССР, выдачи ей прокатного удостоверения и сдачи плёнки на тиражирование для проката, фильм был отозван на студию для частичного переозвучивания и сокращения. Олега Табакова заставили переозвучить фразу из сказки Щергина «Эй, мужичок! Откуда эстолько сахару? — На! Разве не слыхали? Загранишны пароходы за Пустым островом стоят, всем желающим отсыпают», усмотрев возможный намёк на торговые отношения с Кубой. По рассказам режиссёра фильма Серебрякова, фильм едва не был запрещён после просмотра на одной из правительственных дач. По его мнению, фактическим поводом был усмотренный в подчёркнутой в сценарии фразе о «Пустом острове» намёк на действительно имевшую место закупку сахара у Кубы в связи с неурожаем сахарной свеклы в СССР. Формальным поводом было обвинение в извращении русского языка. Табаков был расстроен необходимостью переработки начитанного им ранее с хулиганским азартом текста. «Пустой остров» был изменён на «Крутой мыс» и фильм был выпущен на экраны. За якобы сниженный художественно-идейный уровень фильма ему была присвоена третья категория оплаты, но через несколько лет пересмотрена на первую. А. А. Волков в своей статье «Чёртова дюжина» упоминал о «полочной судьбе» фильма, но документальных свидетельств этому Бородину в архивах обнаружить не удалось.
По мнению Геннадия Смолянова, фильм Серебрякова «Золочёные лбы» входит в числе лучших отечественных фильмов, выполненных в технике перекладок, вобравшей в себя все достоинства и рисованной и объёмной мультипликации.